# مارلبورو، شهرستان کامبرلند، نیوجرسی
مارلبورو (به انگلیسی: Marlboro) یک منطقهٔ مسکونی در ایالات متحده آمریکا است که در استو کریک، نیوجرسی واقع شده‌است. مارلبورو ۲۱٫۹۵ متر بالاتر از سطح دریا قرار دارد.